# 月球轨道器2号
月球轨道器2号自动探测器隶属月球探测器计划，其主要任务是拍摄月表平坦区，以选择和确认勘测者计划和阿波罗任务的安全着陆点，另外，它还配备了收集月球地质、辐射强度及微流星体撞击数据的设备。
1966年11月6日，世界标准时23时21分，该探测器从卡纳维拉尔角空军基地第13号发射台搭乘擎天神-愛琴娜運載火箭发射升空到地月轨道，飞行92.5小时后进入环月球赤道的椭圆轨道。初始轨道参数为196公里(近月点)×1850公里(远月点)，即122英里×1150英里，倾角11.8度，在5天绕飞33圈后，近月点降至49.7公里。在12月7日最后一天读取数据日，放大器发生故障，导致6帧照片丢失。
1966年12月8日，为获取新的月球引力新数据，探测器轨道倾角调整为17.5度。
月球轨道器2号从1966年11月18日至25日对月表进行了为期8天的拍摄，并陆续传回至1966年12月7日，总计发回了609帧高分辨率和208帧中等分辨率的图像，大部分优质图像的分辨率高达1米以内(3英尺3英寸)，其中包括一幅壮观的哥白尼环形山的侧视照，被新闻媒体称为本世纪最伟大的图片之一。整个任务的所有其他实验都获得了准确的数据，记录到三颗微陨石撞击。该探测器一直被跟踪直到1967年10月11日按指令撞毁在月面坐标北纬3度、东经119.1度处。
2011年，美国宇航局的月球勘测轨道飞行器照相机(LROC)定位和拍摄到了月球轨道器2号的精确撞击点。撞击碎片呈45度或更像蝴蝶翅膀般地散布在月表上。

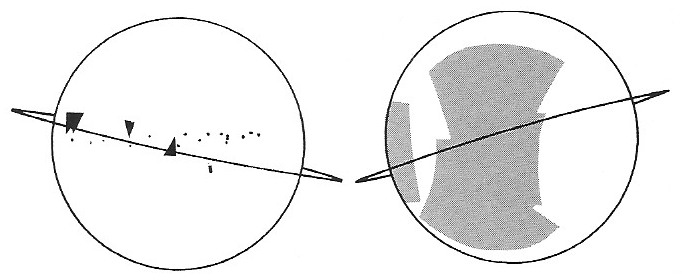
探测器的轨道及所拍摄的月球正面(左)和背面(右)覆盖区域

| 月球摄影研究 | 评估阿波罗和勘测者探测器着陆点 |
| 流星体探测   | 检测月球环境中的微流星体       |
| 碘化铯探测器 | 侦测临近月球的辐射环境         |
| 月面测量     | 月球的引力场与物理属性         |

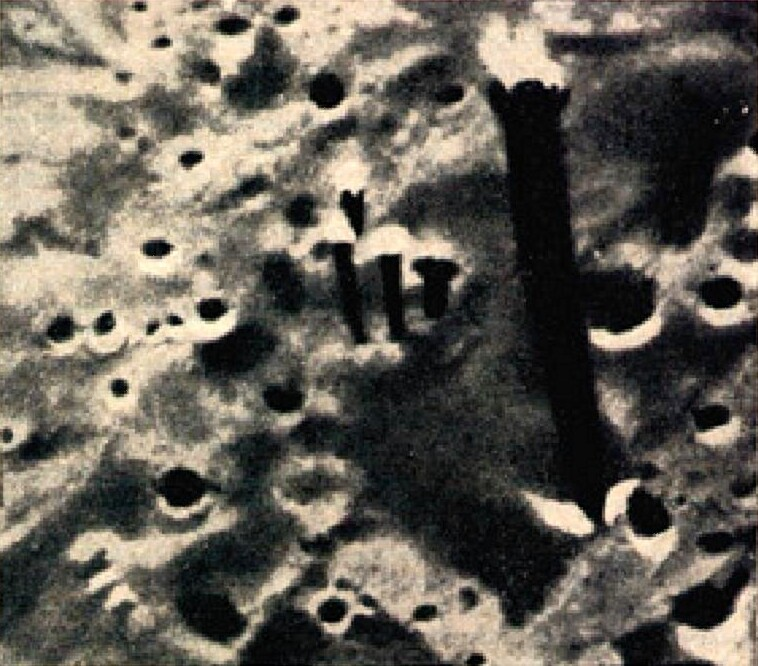
月球探测器2号于1966年11月20日在距静海上空29英里(47公里) 的轨道上所拍摄的照片

## 另请参阅
- 月球轨道器图像恢复项目
- 月球探索
- 月球轨道器1号
- 月球轨道器3号
- 月球轨道器4号
- 月球轨道器5号

## 备注
1. ↑  . Popular Mechanics.   [2011-11-04]. （原始内容存档于2012-01-31）.